# Guerre des Pâtisseries
Guerre des Pâtisseries

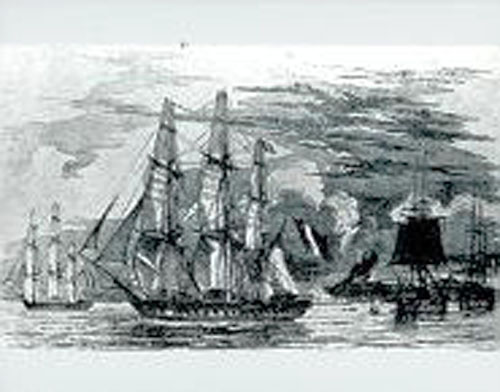
Blocus maritime français en 1838.

La guerre des Pâtisseries (en espagnol, Primera Intervención Francesa en México, « Première intervention française au Mexique », ou Guerra de los Pasteles, littéralement « Guerre des gâteaux ») désigne le blocus naval auquel les armées françaises soumirent le port de Veracruz (Mexique) d'avril 1838 à mars 1839.

## Contexte

### Instabilité politique
La guerre survient durant une période d'instabilité politique dans les premières années de la République mexicaine, après la fin de la guerre d’indépendance avec l’Espagne et avant la guerre américano-mexicaine.
L'instabilité se traduit aussi par des difficultés financières des gouvernements mexicains, qui imposent des « emprunts forcés » sur les ressortissants étrangers, dont français.

### Commerce florissant entre la France et le Mexique
Durant cette période, les exportations françaises vers le Mexique augmentent rapidement, si bien que la France se fait une place en tant que troisième — puis deuxième — partenaire commercial du Mexique. Le marché mexicain est désormais un débouché important pour les produits français.
Alors que les États-Unis et le Royaume-Uni de Grande-Bretagne et d'Irlande (les deux autres partenaires commerciaux principaux du Mexique) ont déjà obtenu des garanties commerciales fermes en signant des traités commerciaux bilatéraux, la France n'est toujours pas parvenue à répliquer avec un accord lui permettant de bénéficier de la clause de la nation la plus favorisée. Les articles en provenance de la France sont donc taxés plus lourdement que ceux venant des États-Unis ou de l'Angleterre.
La guerre des pâtisseries intervient plus largement dans le cadre des tentatives françaises d'obtenir des privilèges économiques en Amérique hispanique. L'intervention présente notamment des similitudes avec le blocus du Rio de la Plata de 1838 en Uruguay.

### Tensions et incidents xénophobes
La décennie qui précède la guerre des pâtisseries connait une montée de la défiance entre le Mexique et la France, à travers ses ressortissants et commerçants. Violences, pillages, interdictions diverses, restrictions commerciales et leurs perceptions donnent à la France un prétexte pour intervenir.
Après l'indépendance du Mexique et sa reconnaissance par la France en 1830, une communauté de Français a émigré et s'est installée au Mexique. Le commerce entre la France et le Mexique prospère, en particulier avec une augmentation des exportations françaises. La distribution de ces articles français fait vivre une bonne partie de la communauté française.
Cependant, les diplomates français relaient de nombreuses plaintes et réclamations émanant de ces commerçants français. Ces plaintes concernent les pertes matérielles et financières subies lors de pillages comme ceux du marché du Parián à Mexico en 1828, de la pâtisserie Remontel en 1832, ainsi que de multiples actes de violence à l'égard de ressortissants français.
Au mois d'août 1829, cinq Français sont lapidés dans les rues de Mexico.
En 1832, sous prétexte que des officiers auraient pillé la pâtisserie d'un Français du nom de Remontel, le baron Gros réclame 800 pesos de dédommagement. Les journaux mexicains rapportent que le montant de la demande était de 30 000, voire 60 000 pesos.

« En 1838, une flotte française fit une démonstration à Veracruz : il s'agissait d'obtenir le paiement d'indemnités dues à des Français pour les dommages subis au cours des troubles des années précédentes. Un des sinistrés étant un pâtissier dont la boutique avait été pillée, les Mexicains appelèrent l'affaire « la guerre des petits gâteaux. »

— François Weymuller
Le 21 août 1833, ce sont encore cinq Français qui sont assassinés à Atencingo (es).
À Tehuantepec, le vice-consul de France, Jean-Claude-Barthélemy Gallix, voit sa blanchisserie de cire et sa propriété pillées.
Un autre incident eut lieu à Tampico en 1837 où un citoyen français accusé d'actes de piraterie fut fusillé.
Les étrangers dont les propriétés sont endommagées ou détruites sont le plus souvent dans l’impossibilité d’obtenir le moindre dédommagement ; les gouvernements successifs n'ont ni la volonté ni les moyens d’indemniser qui que ce soit, Mexicains ou étrangers. Ceux-ci font donc appel à leur pays d'origine pour obtenir de l’aide.
Prenant ces incidents pour prétextes, par la voix du baron Deffaudis, son ministre plénipotentiaire au Mexique, le royaume de France réclame donc 600 000 pesos en guise de réparations, soit environ trois millions de francs-or.
Après avoir renforcé sa base navale à Cuba, la France envoie également régulièrement des bâtiments dans les ports mexicains afin de manifester sa présence et de rassurer la communauté française.

« Monsieur le commandant,
les négociants établis au Mexique étant exposés à de graves dangers par suite des révolutions qui agitent ce pays, le Roi a décidé qu'une de ces frégates sera envoyée à Veracruz et Sa Majesté m'a autorisé à donner cette destination à la Thémis que vous commandez. L'objet de votre mission est de notifier aux autorités du Mexique que le Roi ne laisserait pas impunies les vexations que des Français éprouveraient dans cette contrée. »

— Instructions du ministre de la Marine au Capitaine de vaisseau Lecoupé, 1829

## Déroulement du conflit
Le paiement ne venant pas, le 21 mars 1838, le baron Deffaudis adressa l'ultimatum du gouvernement français aux autorités de la république mexicaine. L'ultimatum ayant été rejeté, on envoya d'abord le capitaine de vaisseau Bazoche à bord de la frégate l’Herminie pour faire le blocus à partir du 16 avril et faire connaître les exigences de la France.
Mais ses moyens étant insuffisants et l'équipage atteint de la fièvre jaune, Bazoche demanda son rappel,. Le gouvernement français envoya alors une escadre de la marine française sous le commandement du contre-amiral Charles Baudin, pour faire le blocus de tous les ports mexicains de l’océan Atlantique depuis le Yucatán jusqu’au Rio Grande. Cette escadre comportait entre-autres la corvette « la Créole », commandée par le prince de Joinville, fils du roi Louis-Philippe.
Cette flotte réussit facilement à venir à bout de la faible garnison de la forteresse mexicaine de San Juan de Ulúa, dont l'artillerie était obsolète et qui était construite en coraux (piedra mucara), ce qui la rendait plus vulnérable que si elle avait été construite en pierre. Les troupes purent débarquer dès le 4 décembre 1838 et prendre le port de Veracruz.
Leur commerce interrompu, les Mexicains commencèrent à faire passer leurs marchandises depuis le port de Corpus Christi au Texas, puis à travers le Rio Bravo. 
Craignant que la France ne bloque aussi les ports du Texas, une milice texane commença à patrouiller dans la baie de Corpus Christi pour empêcher le commerce mexicain.
Selon le Journal des débats du 11 août 1838, à la suite de leur blocus, les Français comptèrent en deux mois 30 navires marchands qui ne purent décharger leurs marchandises estimant à 1 900 000 francs les sommes perdues par le commerce du port de Veracruz,
Cependant, sans l'autorisation explicite du gouvernement mexicain du président Anastasio Bustamante, le général Antonio López de Santa Anna, ancien commandant des forces mexicaines lors du fameux siège de Fort Alamo en 1836 contre l'armée texane, mena des troupes contre les Français. Dans un combat, Santa Anna fut blessé à la jambe gauche, qui dut être partiellement amputée. Les dernières fortifications furent libérées en avril 1839.
Après notamment une intervention diplomatique du Royaume-Uni en soutien de la France, le président Bustamante promit finalement de payer les 600 000 pesos envers les victimes françaises et les forces françaises se retirèrent le 9 mars 1839. 
Toutefois, cette somme ne fut jamais payée et cette promesse non tenue servit, parmi d'autres arguments, de justification à l'intervention française au Mexique de 1861.
Après ces événements, le gouvernement mexicain donna le titre d’« héroïque » (toujours en vigueur aujourd’hui) au port de Veracruz.

## Composition de l’escadre
- 22 bâtiments dont :
  - 3 frégates,
  - 1 corvette (la Créole) ;
- 4 000 hommes (essentiellement des marins) dont :
  - 3 compagnies d’artillerie de marine,
  - 29 mineurs (génie).

## Pertes
- mexicaines : environ 95 morts
- françaises : 12 morts